# Ulam-számok
Az Ulam-szám egy természetes számokból álló sorozat tagja, melyet Stanisław Ulam (1909–1984) amerikai matematikus határozott meg, és 1964-ben publikált.
A standard Ulam-sorozat U1 = 1 és U2 = 2-vel kezdődik. Majd n > 2-re Un az a legkisebb természetes szám, mely kizárólag a sorozatban előtte lévő két különböző természetes szám összegével egyenlő, és csak egy módon állítható elő. Ezeket a számokat Ulam-számoknak vagy U-számoknak hívják.

## Példák
A definíció alapján a 3 egy U-szám (1+2), és a 4 is U-szám (1+3). (A 2+2 összetétel nem felel meg a definíciónak, mert nem két különböző számból áll.)
5 nem U-szám, mert 5 = 1 + 4 = 2 + 3, azaz két megoldás is van, de a 6 megint U-szám, mert 6 = 2 + 4.
Az első 26 U-szám:
1, 2, 3, 4, 6, 8, 11, 13, 16, 18, 26, 28, 36, 38, 47, 48, 53, 57, 62, 69, 72, 77, 82, 87, 97, 99
Az első U-számok, melyek prímek is:
2, 3, 11, 13, 47, 53, 97, 131, 197, 241, 409, 431, 607, 673, 739, 751, 983, 991, 1103, 1433, 1489

## Végtelen sorozat
Végtelen sok Ulam-szám van. Ha az első n számot meghatároztuk, akkor mindig lehetséges még egy elemet generálni, mely megfelel a definíciónak. Valóban, ha a sorozat  véges lenne, azaz létezne utolsó két eleme, akkor ezek összege szintén Ulam-szám lenne (hiszen egyértelműen felírható lenne két, előtte levő U-szám összegeként), ami ellentmondás.
Ulam sejtése az volt, hogy a számok aszimptotikus sűrűsége nulla, de a számítások szerint 6,759× 108-ig a sűrűség 0,074.